# Communauté d’agglomération de la Porte du Hainaut

Communauté d’agglomération de la Porte du Hainaut

De  Communauté d'agglomération de la Porte du Hainaut  is een Frans samenwerkingsverband van gemeenten (communauté d’agglomération) in het Noorderdepartement. Het werd op 22 december 2000 opgericht.

## Deelnemende gemeentes
De agglomeratie bestaat uit de volgende gemeenten:
| - Abscon - Avesnes-le-Sec - Bellaing - Bouchain - Bruille-Saint-Amand - Château-l'Abbaye - Denain - Douchy-les-Mines - Escaudain - Escautpont - Flines-lès-Mortagne - Hasnon - Haspres | - Haulchin - Haveluy - Hélesmes - Hérin - Hordain - La Sentinelle - Lieu-Saint-Amand - Lourches - Marquette-en-Ostrevant - Mastaing - Maulde - Millonfosse - Mortagne-du-Nord | - Neuville-sur-Escaut - Nivelle - Noyelles-sur-Selle - Oisy - Raismes - Rœulx - Saint-Amand-les-Eaux - Thiant - Trith-Saint-Léger - Wallers - Wasnes-au-Bac - Wavrechain-sous-Denain - Wavrechain-sous-Faulx |